# The Heat Is On
Singles de Glenn Frey
Sexy Girl
(1984) Smuggler's Blues
(1984)
The Heat Is On est une chanson écrite par Harold Faltermeyer et Keith Forsey et chantée par Glenn Frey, un des membres fondateurs du groupe rock américain The Eagles. Elle est sortie comme single issu de la bande originale du film Le Flic de Beverly Hills (1984).
La chanson a atteint la 2e place du Billboard Hot 100 en mars 1985.
Dans le cadre sportif, la chanson est utilisée régulièrement par l'équipe de basketball américaine le Heat de Miami.

## Histoire
Selon Frey, il a été invité à une première projection du film, et environ deux mois plus tard, une démo d'une chanson écrite par Keith Forsey et Harold Faltermeyer lui a été envoyée, elle devait être utilisée dans le film et les auteurs voulaient savoir s'il était intéressé à la chanter. Frey a accepté et a enregistré la partie vocale en une journée. Le jour suivant, il a joué la guitare et enregistré les chœurs et a été payé 15,000 $ pour le travail. 
L'enregistrement à tempo moyen comportait un rythme régulier de batterie, un synthétiseur et une guitare, avec un riff de saxophone répété encadrant le message lyrique. Le solo de guitare est joué par Frey lui-même. 
La chanson est devenue un single à succès majeur, atteignant le n ° 2 du Billboard Hot 100 en mars 1985, derrière "Can't Fight This Feeling" de REO Speedwagon. Il était également populaire à l'échelle internationale, atteignant le n ° 2 sur le Australian Singles Chart en 1985 et atteignant des sommets du n ° 8 sur le Canadian Singles Chart et du n ° 12 sur le UK Singles Chart. Aux États-Unis, c'est le single solo le plus élevé de tous les membres des Eagles.
Le clip vidéo de la chanson a été diffusé sur MTV. Il montrait un monteur de films assemblant des scènes pour Beverly Hills Cop pendant que Frey et son groupe jouaient la chanson dans la pièce adjacente, avec des scènes d'action du film ensuite directement entrecoupées. Parmi les musiciens présents dans la vidéo se trouvent la saxophoniste Beverly Dahlke-Smith (l'enregistrement réel étant réalisé par un saxophoniste de session David Woodford) et le batteur de longue date de Glenn Frey dans sa carrière solo, Michael Huey.
L'enregistrement est par la suite apparu sur les albums de Glenn Frey Live (1993) et Solo Collection (1995) ainsi que sur certaines collections de "grands succès" de divers artistes.
Les Cardinals de St. Louis ont fait un remix de cette chanson lorsqu'ils sont allés à la Série mondiale en 1985 pour affronter les Royals de Kansas City.

## Personnel
- Glenn Frey – chant, chœurs, guitare solo
- Richie Zito – guitare rythmique
- Harold Faltermeyer – claviers, clavier de basse
- Keith Forsey – batterie, chœurs
- David Woodford – saxophone

## Classements
| Classement (1985-86)                   | Meilleure position |
| -------------------------------------- | ------------------ |
| États-Unis (Hot 100)                   | 2                  |
| France (SNEP)                          | 47                 |
| Suisse (Schweizer Hitparade)           | 5                  |
| Allemagne (Media Control AG)           | 4                  |
| Autriche (Ö3 Austria Top 40)           | 27                 |
| Pays-Bas (Single Top 100)              | 19                 |
| Belgique (Flandre Ultratop 50 Singles) | 27                 |
| Suède (Sverigetopplistan)              | 5                  |
| Norvège (VG-lista)                     | 2                  |
| Nouvelle-Zélande (RMNZ)                | 22                 |